# Juliette Benzoni
Juliette Benzoni (Parigi, 30 ottobre 1920 – Saint-Mandé, 7 febbraio 2016) è stata una scrittrice francese autrice di romanzi storici, romantici e gialli.

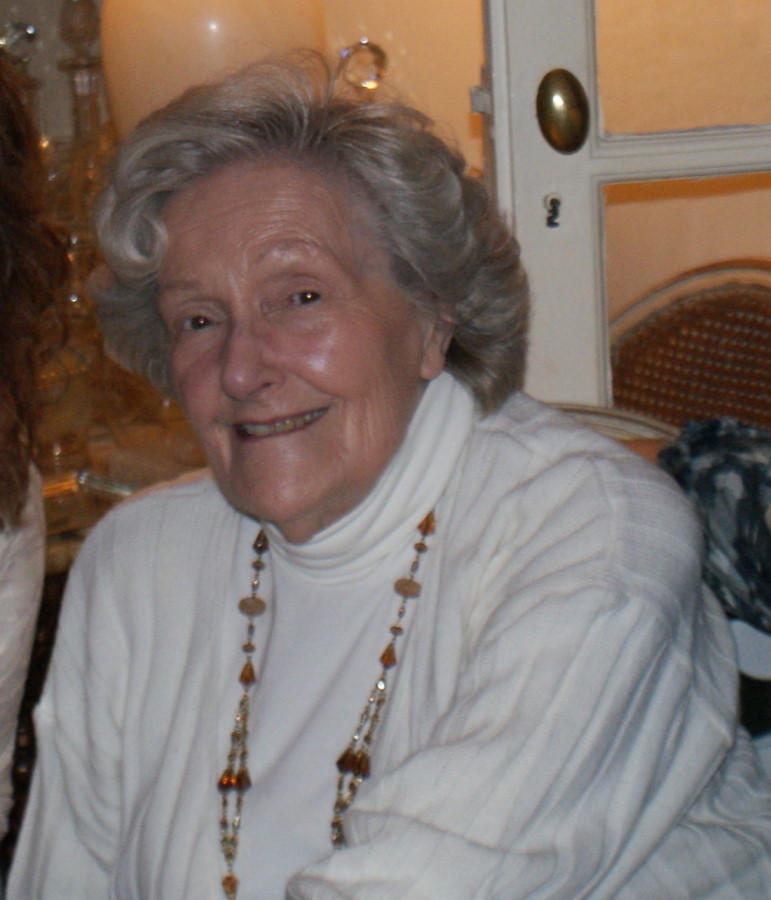
Juliette Benzoni nel 2009

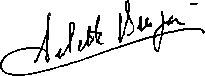
Firma di Juliette Benzoni

È stata citata dai media come la regina del romanzo storico e "la figlia di Alexander Dumas". Ha scritto 86 libri tradotti in almeno 27 paesi, e ha venduto oltre trecento milioni di copie in Francia e all'estero. Nota come autore francese e bestseller internazionale in diversi generi, tra cui il romanzo storico, la narrativa storica, i gialli e la sceneggiatura.

## Biografia
Juliette Benzoni nasce Andrée Marguerite Juliette Mangin, figlia di Marie-Susanne Arnold e Charles-Hubert Mangin. All'età di nove anni scopre nel libro Giovanna d'Arco al rogo la sua passione per la storia. 
Juliette Benzoni è stata educata al Lycée Fenelon, al College d'Hulst e all Institut catholique de Paris. Ha studiato filosofia, diritto e letteratura. Si sposa nel 1941 con Maurice Gallois, un medico, con cui si trasferisce a Digione dove diviene madre di due bambini. Durante quel periodo studia la storia della Borgogna e viene a conoscenza della storia dell'Ordine del Toson d'oro, che la ispirò più tardi per i sette romanzi della serie Catherine. Nel 1950 suo marito viene a mancare per un attacco di cuore, lasciandola vedova all'età di 30 anni con due bambini piccoli. In seguito si trasferisce in Marocco per visitare alcuni parenti del suo defunto marito e trova lavoro alla stazione radiofonica per scrivere annunci pubblicitari.
In Marocco incontra il suo futuro marito, un giovane ufficiale francese, il conte André Benzoni di Conza nato in Corsica. I due si sposano poche settimane prima che Benzoni venga assegnato ad un reggimento in Indocina. A causa della situazione instabile in Marocco di quel periodo, suo marito la incoraggia a tornare in Francia. Nel 1953 Benzoni si trasferisce nel sobborgo parigino di Saint-Mandé, di cui suo marito in seguito sarebbe diventato vice sindaco. Sono tempi difficili, suo marito ancora in guerra lei cerca lavoro e ha trovato lavoro come Giornalista e scrivere articoli storici. Ha lavorato per Histoire pour tous, per il Journal du dimanche, che era il settimo giorno di France Soir, e per Confidences. 
Nel 1959, un programma televisivo la porta all'attenzione dell'agenzia di stampa Opera Mundi che le offre la possibilità di scrivere un Romanzo storico, promettendole un successo degno di Angelica la Marchesa degli Angeli di Anne e Serge Golon. Quando era a un terzo del primo volume di Catherine, France Soir le propose di comprare il suo romanzo. Non appena Catherine fu completato, France Soir lo lanciò. Dieci editori stranieri avevano già acquistato i diritti, inaugurando la sua carriera di autrice.
L'editore Editions Trévise aveva già pubblicato, nel 1962, due "Storie brevi" Les reines tragiques e Aventuries du passé ma furono i romanzi di Catherine a lanciare la sua carriera di autrice di bestseller. 
Alla morte del marito André nel 1982, Benzoni rimane vedova per una seconda volta. Nel gennaio 1985 muore anche suo figlio Jean-François Gallois, colpito da un attacco di cuore proprio come suo padre Maurice Gallois. A causa di questa serie di drammatici eventi personali, l'autrice subisce per la prima volta un serio Blocco dello scrittore mentre è intenta a lavorare sulle prime avventure di Le boiteux de Varsovie.

## Storia editoriale

### Catherine
Catherine uscì nel 1962 come cliffhanger nel quotidiano France Soir con lo titolo : "Il suffit d'un amour". Nel 1963 il quotidiano Le Figaro scrisse: prima ancora che il libro sia pubblicato, batte tutti i record: è già venduto in dieci paesi diversi. Nel 1964 lo quotidiano Le Provençal scriveva: Un'eroina - che prende posto - accanto a Rossella O'Hara e alla Angelica la Marchesa degli Angeli. 
In Italia la storia di Catherine è apparsa per la prima volta nel 1965 sulla rivista settimanale italiana Stop (rivista) come romanzo a puntate con il titolo: Solo un amore. L'editore Garzanti, che aveva acquistato i diritti italiani dei romanzi, commissionò al noto artista e grafico Fulvio Bianconi le copertine dei libri di La belle Catherine. Garzanti si assicurò anche i diritti per la serie Marianne nel 1970, che iniziò con Marianne una stella per Napoleone.

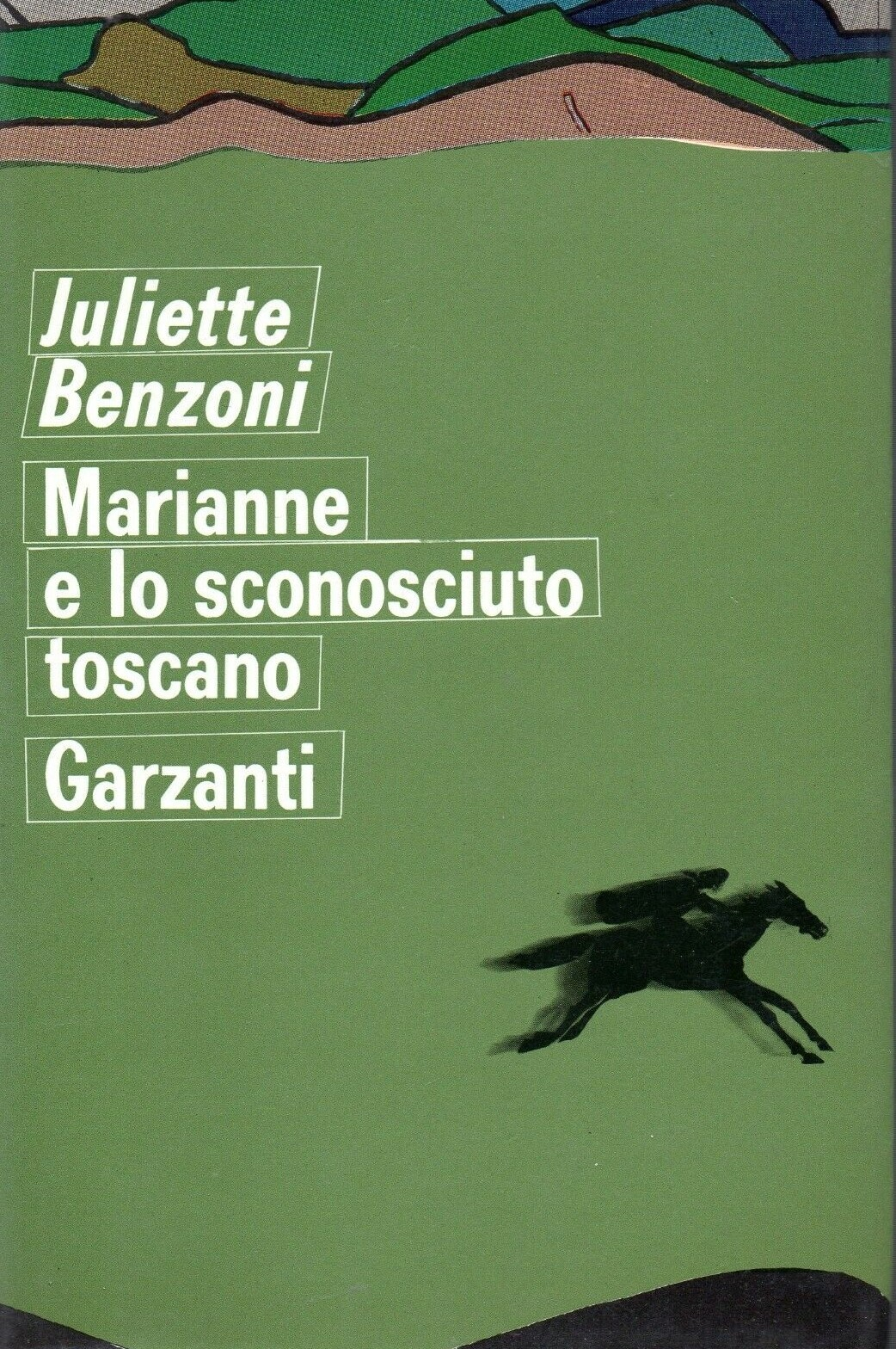
Marianne e lo sconosciuto toscano (1972) Copertina del secondo volume della serie Marianne Artwork Fulvio Bianconi

### Le avventure del principe Aldo Morosini
Negli anni novanta, Benzoni crea un nuovo Eroe, un principe Veneziano, "Sua Altezza Aldo Morosini" esperto di pietre storiche e preziose. Le avventure di Aldo Morosini ebbero origine da una richiesta di un famoso attore francese di scrivere la Sceneggiatura per una serie televisiva di una storia d'avventura ambientata a Venezia e nel mondo, con lui nel ruolo di protagonista.
Cio che era iniziato come un quadrupli di quattro romanzi, dal titolo Le Boiteux de Varsovie ognuno intitolato ad una famosa pietra preziosa (uno zaffiro, un diamante, un opale e un rubino), è diventata una serie di quindici libri, apprezzati sia dai lettori che dalle lettrici. Le avventure del fascinoso Aldo Morosini furono tradotte in Ungheria, Portogallo, Spagna, Russia, Slovacchia, Repubblica Ceca, Grecia e Polonia. 
Di tanto in tanto Juliette Benzoni appariva in televisione per presentare uno dei suoi nuovi libri o per rilasciare un'intervista a una stazione radio.
La carriera da scrittrice di Benzoni continua in maniera molto produttiva con la pubblicazione di almeno 86 romanzi fino alla sua morte nel 2016. Il suo ultimo libro Le Vol du Sancy : Des Carats pour Ava ? è stato pubblicato da Plon (casa editrice) due settimane prima della sua morte.

## Opere

### Serie

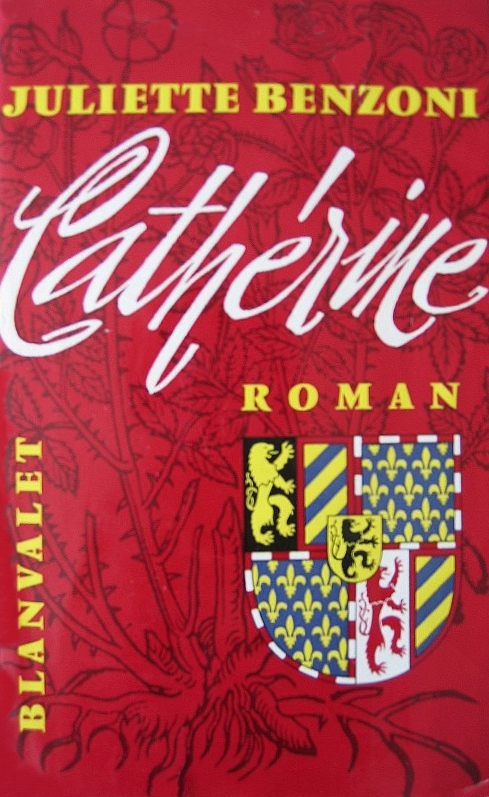
Prima copertina tedesca del primo libro della serie nel 1964

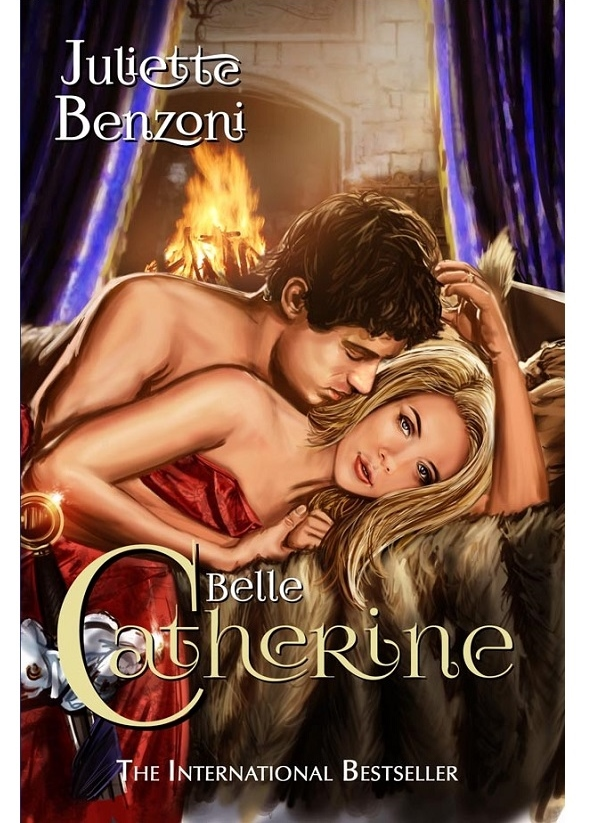
Copertina inglese di Belle Catherine nel 2017

#### Catherine
Serie Edizioni italiane e traduzione
- - La belle Catherine (1967) Garzanti, (Il suffit d'un amour I 1963 Opéra Mundi Editions Trévise)
  - La passione di Catherine (1967) Garzanti, (Il suffit d'un amour II 1964 Opéra Mundi)
  - La fuga di Catherine (1968) Garzanti, (Belle Catherine 1966 Opéra Mundi)
  - La vendetta di Catherine (1969) Garzanti, (Catherine des Grands Chemins 1967 Opéra Mundi)
  - Catherine e il tempo di amare (1971) Garzanti, (Catherine et le temps d'aimer 1968 Opéra Mundi)
  - Piège pour Catherine (1974) Opéra Mundi - non tradotto
  - La Dame de Montsalvy (1979) Opéra Mundi -  non tradotto

#### Marianne
- - Marianne: una stella per Napoleone (1970) Garzanti,(Marianne, une étoile pour Napoléon 1969 Opéra Mundi)
  - Marianne e lo sconosciuto toscano (1972) Garzanti, (Marianne et l'inconnu de Toscane 1971 Opéra Mundi)
  - Marianne e Jason dei quattro mari (1973) Garzanti, (Marianne: Jason des quatre mers 1972 Opéra Mundi)
  - Marianne e i pericoli dell’oriente (1973) Garzanti, (Marianne - toi Marianne 1972 Opéra Mundi)
  - Marianne les lauriers de flammes I  (1974) non tradotto
  - Marianne les lauriers de flammes II  (1974) non tradotto

#### Les Loups de Lauzargues
- Jean de la Nuit 1985
- Hortense au Point du Jour 1985
- Félicia au Soleil couchant 1987)

#### La Florentine
- Fiora et le Magnifique 1988
- Fiora et le Téméraire 1988
- Fiora et le Pape 1989
- Fiora et le Roi de France 1990

#### Les Dames du Méditerranée Express
- La jeune mariée 1990
- La fière Americaine 1991
- La princesse Manchou 1991

#### Les Treize vents
- Le Voyageur 1992
- Le Réfugié 1993
- L'Intrus 1993
- L'Exilé 1994

#### Les aventures d'Aldo Morosini
- Le Boiteux de Varsovie
  - L'étoile bleue 1994
  - La rose d'York 1995
  - L'Opale de Sissi 1996
  - Le Rubis de Jeanne la Folle 1996
- La suite des aventures d'Aldo Morosini
  - Les émeraudes du Prophète 1999
  - La perle de l'Empereur 2001
  - Les joyaux de la sorcière 2004
  - Les "larmes" de Marie-Antoinette 2006
  - Le collier sacré de Montezuma 2007
  - L'Anneau d'Atlantide 2009
  - La Chimère d'Or des Borgia parte 1 2011
  - La Collection Kledermann parte 2 2012
  - Le Talisman du Téméraire
    - Les trois frères parte 1 2013
    - Le diamant de Bourgogne parte 2 2014

  - Le vol du Sancy – Des carats pour Ava ? 2016

#### Secret d'état
- La chambre de la reine 1997
- Le roi des halles 1998
- Le prisonnier masqué 1998

#### Le jeu de l'amour et de la mort
- Un homme pour le Roi 1999
- La messe rouge 2000
- La comtesse des ténébres 2000

#### Les Chevaliers
- Thibaut ou la croix perdue 2002
- Renaud ou la malédiction 2003
- Olivier ou les trésors templiers 2003

#### Marie
- Marie des intrigues 2004
- Marie des passions 2005

#### Le Sang des Koenigsmark
- Aurore 2006
- Fils de l'Aurore 2007

#### Le Temps des Poisons
- On a tué la reine ! 2008
- La chambre du roi 2009

#### Le Bal des Poignards
- La dague au lys rouge 2010
- Le couteau de Ravaillac 2010

#### La Guerre des Duchesses
- La fille du condamné 2012
- Princesse des Vandales 2013

### Storie brevi
- Les Reines tragiques 1962
- Aventuries du Passé (Les chemins de l'Aventure) 1963
- Par le fer ou le poison 1973
- Le sang, la gloire et l'amour 1974
- Trois Seigneurs de la nuit 1978
- Grandes Dames petites vertus (Elles ont aimé) 1978
- De sac et de corde (Crimes et Criminels) 1979
- Tragédies Impériales 1980
- Dames, Drames et Demons (Suite Italienne) 1980
- Dans le lit des Rois: Nuit de noces 1983
- Dans le lit des Reines: les amants 1984
- Le Roman des châteaux de France 1985
- Cent ans de vie de château (la vie de Châteaux) 1992
- Les reines du Faubourg 2006
- Ces belles inconnues de la Révolution 2014
- Ces Femmes du Grand Siècle 2015

### Novelle singole
- Un aussi long chemin 1983
- De deux Roses l'une... 1997
- La petite peste et le chat botté 2015

## Filmografia
- Catherine fu adattata al cinema nel 1969 con il titolo di Catherine, un solo impossibile amore (Catherine, il suffit d'un amour) di Bernard Broderie, con Olga-Georges Picot e Horst Frank.
- Marianne fu adattata nel 1983 per la televisione, una serie di 30 episodi di Marion Sarraut con Corinne Touzet e Jean-François Poron.
- Catherine fu adattata nel 1986 per la televisione Catherine (1986 TV series), una serie di 60 episodi di Marion Sarraut con Claudine Ancelot e Pierre-Marie Escourrou
- Le Gerfaut fu adattato nel 1987 per la televisione, una serie di 30 episodi di Marion Sarraut con Laurent Le Doyen e Marianne Anska.
- La Florentine fu adattata nel 1991 per la televisione, una serie di 10 episodi di Marion Sarraut con Anne Jacquemin e Alain Payan.

### Sceneggiatrice
- Marianne une étoile pour Napoléon, regia di Marion Sarraut – Serie televisiva (1983)
- Catherine il suffit d'un amour, regia di Marion Sarraut - Serie televisiva (1986)
- Le Gerfaut, regia di Marion Sarraut - Serie televisiva (1987)
- La Florentine, regia di Marion Sarraut - Serie televisiva (1991)

Juliette Benzoni ha scritto le sceneggiature insieme con Jean Chatenet.

## Premi e onori
Nel 1973, Benzoni ha ricevuto il Prix Alexandre Dumas per il suo lavoro fino ad ora. Fervente ammiratrice di Alexandre Dumas (padre) fin dall'infanzia, ha sempre tenuto la medaglia sul suo tavolo di lavoro. Nel 1988 Académie française le conferisce il Prix Louis Barthou di letteratura per Félicia au Soleil Couchant. Nel 1998, all'età di 78 anni, ha ricevuto il Cavaliere dell'Ordine nazionale al merito (Francia).
- 1973 Alexandre Dumas Prix
- 1988 Prix Louis Barthou - Letteratura
- 1998 Cavaliere dell'Ordine nazionale al merito (Francia)

### Morte

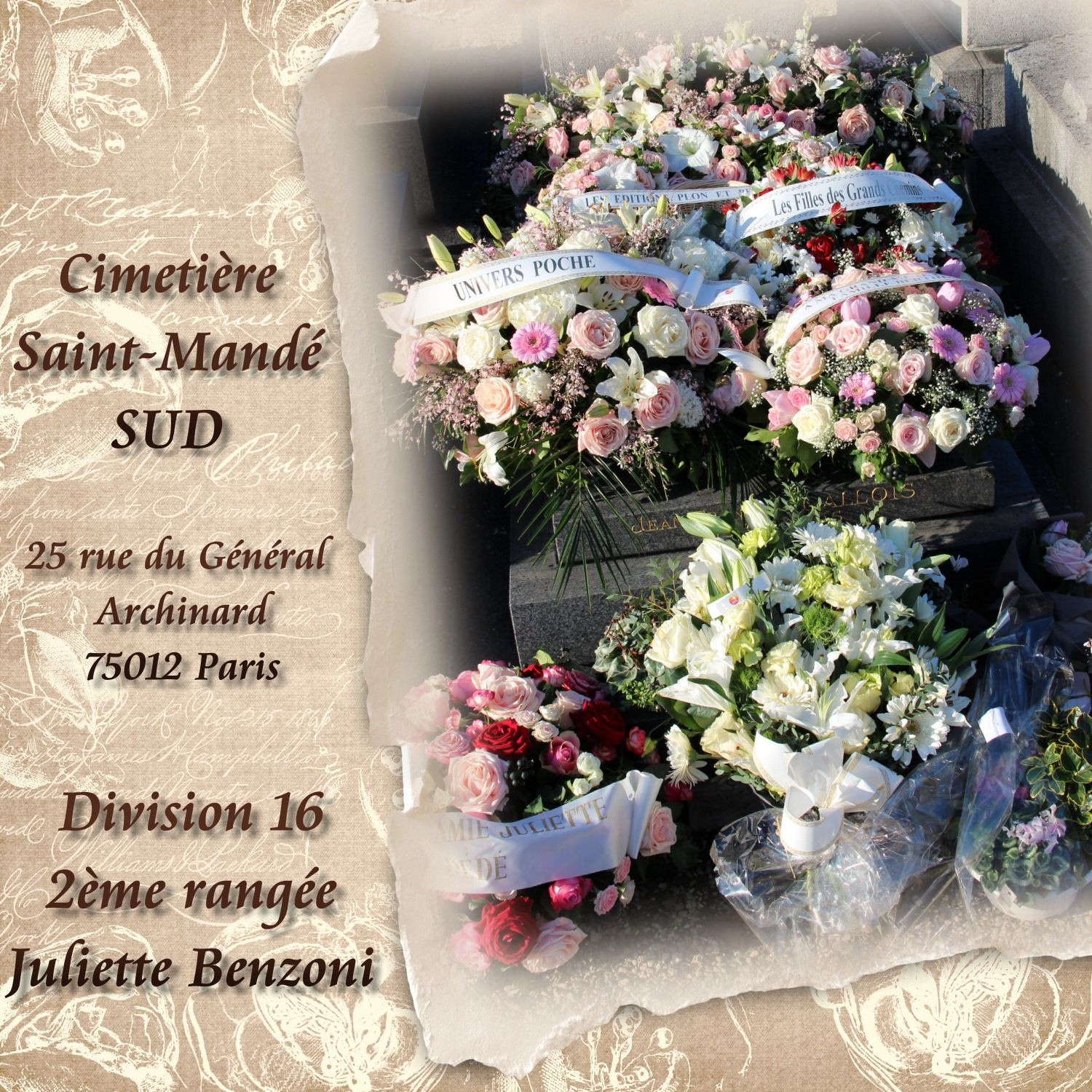
Saint-Mandé - luogo di riposo di Juliette Benzoni nel 2016

Juliette Benzoni è morta nel sonno il 7 febbraio 2016 a Saint-Mandé, due settimane dopo la pubblicazione del suo ultimo libro "Le Vol du Sancy: Des Carrats pour Ava". Nel libro di condoglianze che è stato fornito online, i suoi lettori di tutto il mondo hanno espresso la tristezza per la morte di Juliette Benzoni. È sepolta nel cimitero di Saint-Mandè Sud, dove anche sua madre, il suo defunto marito e suo figlio sono sepolti.